# Koen Bloemen

a Compétitions nationales et continentales officielles uniquement.

b Matchs officiels uniquement.
Dernière mise à jour le 17 septembre 2024.
Koen Bloemen, né le 13 mai 1998 à Meppel (Pays-Bas), est un joueur international néerlandais de rugby à XV évoluant au poste de deuxième ligne avec le Stade aurillacois en Pro D2.

## Biographie

### Jeunesse et formation
Koen Bloemen est né le 13 mai 1998 à Meppel aux Pays-Bas. Il commence la pratique du rugby à XV au The Big Stones (nl) à Havelte, où il se distingue rapidement dans les équipes de jeunes, avant de rejoindre la Rugby Academie Midden-Oost à Hilversum. Il signe ensuite au RC Eemland (nl) d'Amersfoort, puis rejoint l'année suivante le RC 't Gooi. 
Repéré lors du Championnat d'Europe des moins de 18 ans en 2016, Koen Bloemen se voit proposer de rejoindre l'académie du Montpellier Hérault Rugby, aux côtés de son compatriote Kevin Krieger. Il y passe trois saisons, participant au Championnat de France espoirs et obtenant le statut JIFF. Durant cette période, il subit une blessure au pied lors du Championnat d'Europe des moins de 20 ans en 2018. D'abord mal diagnostiquée, sa fracture se rouvre après les premiers soins, l'éloignant des terrains pendant six mois. Il fait son retour sur les terrains en équipe des Pays-Bas, obtenant sa première cape contre la Lituanie.

### Carrière professionnelle
Non conservé par le Montpellier HR, Koen Bloemen rejoint l'US bressane en 2019. Malgré un faible de temps de jeu, seulement quatre matchs disputés, il est prolongé d'une saison à la fin du premier exercice. La saison suivante, il dispute dix rencontres. Un peu plus utilisé lors de sa seconde saison au club, où il participe à 24 matchs dont 14 en tant que titulaire et inscrit trois essais, il prolonge finalement de deux saisons complémentaires.
Après la relégation de son club en Nationale à l'issue de la saison 2021-2022, il devient un titulaire de l'équipe, disputant 40 matchs dont 35 comme titulaire, au cours des deux saisons suivantes. Pendant cette période, il continue d'évoluer au plus haut niveau avec les Pays-Bas, dont il devient le capitaine lors du Championnat d'Europe 2024.En avril 2024, il signe au Rugby club vannetais en tant que joker médical, et dispute une rencontre de Pro D2,. 
La saison suivante, il rejoint le Stade aurillacois en Pro D2. Dans ce club, il retrouve six de ses compatriotes, soit la plus importante colonie néerlandaise dans le rugby à XV professionnel.

## Statistiques internationales
| Année | Compétition      | Matchs | Points | Essais |
| ----- | ---------------- | ------ | ------ | ------ |
| 2019  | Trophy 2018-2019 | 1      | -      | -      |
| 2019  | Trophy 2019-2020 | 1      | -      | -      |
| 2020  | Trophy 2019-2020 | 2      | -      | -      |
| 2021  | REC              | 3      | 5      | 1      |
| 2022  | REC              | 1      | -      | -      |
| 2022  | Test matchs      | 1      | -      | -      |
| 2023  | REC              | 3      | 5      | 1      |
| 2024  | REC              | 5      | 10     | 2      |
| Total | Total            | 17     | 20     | 4      |

| Essai | Adversaire | Lieu                            | Compétition | Date             | Résultat | Score |
| ----- | ---------- | ------------------------------- | ----------- | ---------------- | -------- | ----- |
| 1     | Roumanie   | Stade Arcul de Triumf, Bucarest | REC 2021    | 13 novembre 2021 | Défaite  | 56-15 |
| 2     | Géorgie    | NRCA Stadium, Amsterdam         | REC 2023    | 11 février 2023  | Défaite  | 8-40  |
| 3     | Espagne    | NRCA Stadium, Amsterdam         | REC 2024    | 3 février 2024   | Défaite  | 18-20 |
| 4     | Allemagne  | Stade Jean-Bouin, Paris         | REC 2024    | 17 mars 2024     | Victoire | 45-0  |